# Marcus Túlio Tanaka
Marcus Túlio Lyuji Murzani Tanaka, mais conhecido apenas como Marcus Túlio Tanaka, ou simplesmente Túlio (em japonês: 田中 マルクス 闘莉王) (Palmeira d'Oeste, 24 de abril de 1981), é um ex-futebolista nipo-brasileiro radicado no Japão, que atuou como zagueiro, e também volante, meia-atacante e centroavante.

## Carreira

### Início de carreira
Túlio nasceu no município de Palmeira d'Oeste, em São Paulo. Filho de pai nipo-brasileiro e mãe ítalo-brasileira, Túlio fez um teste no Cruzeiro onde permaneceu por 40 dias treinando, mas não obteve um convite do clube. 
Não sendo convidado pelo Cruzeiro, foi para o Mirassol, onde ficou dos 15 até os 16 anos, onde também não obteve êxito. Ainda aos 16 anos, ganhou uma bolsa de estudos para o Japão, país de seu pai, indo morar com seus avós paternos, com intuito de terminar o ensino médio e jogar futebol, no Shibuya Makuhari High School.

### Sanfrecce Hiroshima
Após se formar, foi contratado pelo Sanfreece Hiroshima aos 20 anos. Com dois anos na equipe, acabou sendo emprestado por uma temporada para o Mito Hollyhock após o rebaixamento do Sanfrecce para a segunda divisão. Pelo Sanfrecce, atuou em 49 jogos, marcando 2 gols.

### Mito Hollyhock
Foi emprestado ao Mito Hollyhock em 2003. Sendo importante para o time, Túlio foi o artilheiro da equipe no ano, com 10 gols, todos marcados na J2 league, além de ser o 3° jogador que mais atuou pela equipe na temporada, com 42 atuações. A equipe terminou em 7° lugar.

### Red Urawa Diamonds
Após uma boa temporada na J-League 2, foi contratado pelo Urawa Red Diamonds em 2004. Conquistou títulos importantes, como uma tríplice coroa em 2006, além de prêmios individuais e eleito para as seleções dos campeonatos de 2004, 2005, 2006, 2007, 2008 e 2009, foi também o melhor jogador da J-league e o MVP em 2006 e ganhou o prêmio mais importante de sua carreira: a Liga dos campeões da Ásia em 2007 e participou do mundial de clubes em 2007, chegando as semifinais, mas foi eliminado pelo Milan, que seria campeão, por 1–0. Na disputa do 3° lugar, ganhou nos pênaltis por 4–2 do Étoile du Sahel, depois de empatar no tempo regulamentar por 2–2. Permaneceu até 2009 no clube, quando se desentendeu com o então técnico do Reds Volker Finke, após critica-lo por deixar o time repleto de jovens, dispensando jogadores veteranos. Ao todo, jogou 213 jogos e marcou 42 gols.

### Nagoya Grampus
Em 2010, quando já tinha 30 anos de idade, fechou contrato com o clube Nagoya Grampus. Logo em sua primeira temporada, ajudou o Nagoya a conquistar a primeira J-League de sua história.[carece de fontes?] Ganhou também a supercopa japonesa em 2011, sobre o Kashima Antlers, nos pênaltis por 3–1, após empate no tempo normal por 1–1. Ficou no Nagoya até 2015, quando foi despensado por não aceitar reduzir seu salário pela metade para renovar seu contrato. Ficou um ano parado, retornando na temporada seguinte em uma emergência, já que o Nagoya corria risco de rebaixamento. Ficou 6 anos no Nagoya, jogando 225 partidas e marcando 52 gols.

### Kyoto Sanga FC
Aos 35 anos, após a passagem pelo Nagoya Grampus, assinou com Kyoto Sanga por duas temporadas para a disputa da J-league 2.

### Aposentadoria
Com 621 jogos e incríveis 125 gols na carreira e com inúmeros títulos individuais e coletivos e sua última temporada pelo Kyoto Sanga, deu uma coletiva que até recebeu flores de dois companheiros de seleção japonesa, Narazaki e Nakazawa, para anunciar sua aposentadoria definitiva dos gramados no dia 1° de dezembro de 2019, aos 38 anos de idade.

## Seleção Japonesa
A primeira oportunidade na Seleção Japonesa foi no ano de 2004, quando adquiriu a nacionalidade japonesa. Foi convocado para a Seleção Japonesa Sub-23, atuando em 7 partidas. Em 2006 integrou-se na Seleção Principal e, foi convocado para a Copa do Mundo FIFA de 2010, onde foi peça fundamental para o Japão chegar às oitavas-de-final, sendo derrotado pelo Paraguai nos pênaltis por 5–3, após um empate de 0–0 no tempo normal de jogo.
Túlio é o quarto brasileiro a atuar pela Seleção Japonesa, após Ruy Ramos, Wagner Lopes e Alex Santos.  Vale destacar que foi o primeiro e, até hoje, o único a ter origem nipônica.

Em 16/06/2020, Túlio foi eleito o zagueiro da seleção de todos os tempos da J1 League. Matéria publicada pelo site <ge.globo.com>. Grandes jogadores e jornalistas comentaram: 
"Tinha todas as características de um bom defensor e ainda era um atacante nato" - Shinji Ono (ex-jogador)
"Levou o Urawa e o Nagoya à conquista de títulos. Tem um estilo de jogo único" - Daiki Iwamasa (ex-jogador, hoje comentarista)
"Ele é um defensor a princípio, mas fez um total de 75 gols na J1 e está em 31º no ranking de artilheiros de todos os tempos, algo de fazer inveja a muito atacante. Estou mais uma vez surpreso com o poder de decisão que ele tem" - Hideto Shimizu (jornalista)
Urawa Red Diamonds
- Copa do Imperador: 2005 e 2006
- J. League: 2006
- Supercopa Japonesa: 2006
- Liga dos Campeões da AFC: 2007

Nagoya Grampus
- J. League: 2010
- Supercopa Japonesa: 2011

Seleção Japonesa
- Copa Kirin: 2007, 2008 e 2009

## Prêmios individuais
- MVP da J-League: 2006
- Time do ano da J-League: 2004, 2005, 2006, 2007, 2008, 2009, 2010, 2011 e 2012
- Melhor jogador japonês do ano: 2006
- Seleção de todos os tempos da J-league[18]